# Maulti
Maulti ist eine Siedlung im Südosten des Inselstaates Grenada in der Karibik.

## Geographie
Die Siedlung liegt im Parish Saint David, nur wenig ins Landesinnere zurückgesetzt oberhalb der Bucht Le Petit Trou und südlich des Hauptortes Saint David’s, sowie östlich von Corinth. Der Ort liegt auf ca. 79 m Höhe.
Vom Ortszentrum führen kleine Straßen nach Südosten nach Content.